# Большое пастбище

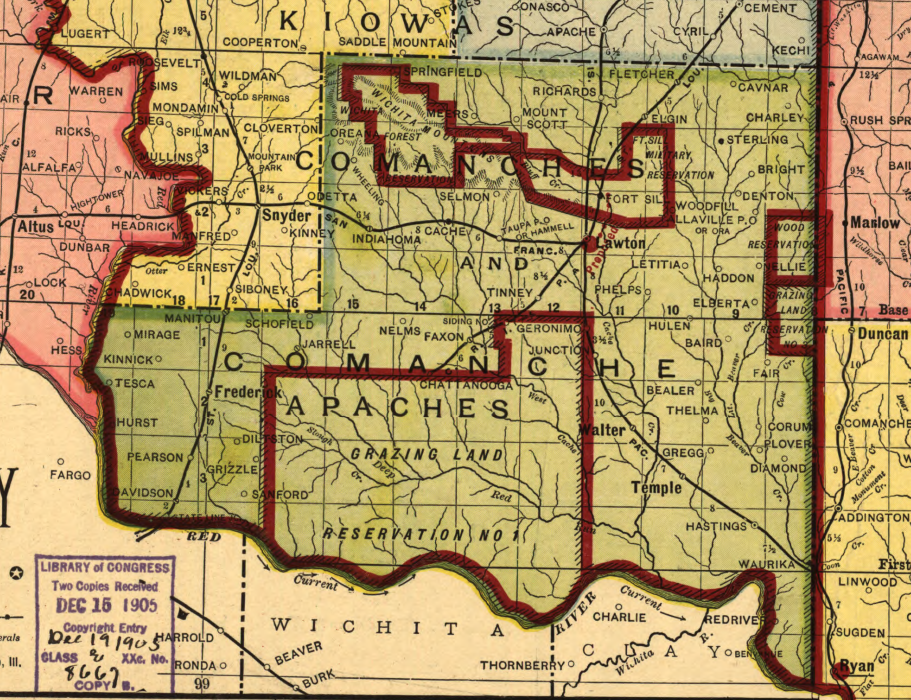
Большое Пастбище на картах 1905 года

Большое пастбище (англ. Big Pasture) — представляет собой участок земли площадью 488 000 акров (1 975 км²), расположенная на территории современной юго-западной Оклахомы. Эта земля была зарезервирована для пастбищного использования племенами Киова, Команчи и Апачи после того, как их резервация была открыта для заселения посредством лотереи, проведенной с июня по август 1901 года. Однако племена сдали большую часть земли в аренду крупным скотоводам, и эта территория получила название Большое Пастбище. Земля использовалась для пастбищного хозяйства до 5 июня 1906 года, когда Конгресс США принял закон (Глава 2580, 34 Стат. 213), который предусматривал ее передачу, путем выделения 160 акров (0,6 км²) каждому ребенку, рожденному в племенах после принятия Закона 1900 года. Оставшаяся земля была продана через закрытый тендер в декабре 1906 года, а вырученные средства были переданы в Казначейство США для использования племенами. Это был последний крупный участок земли, открытый для заселения на территории Оклахомы.

## История

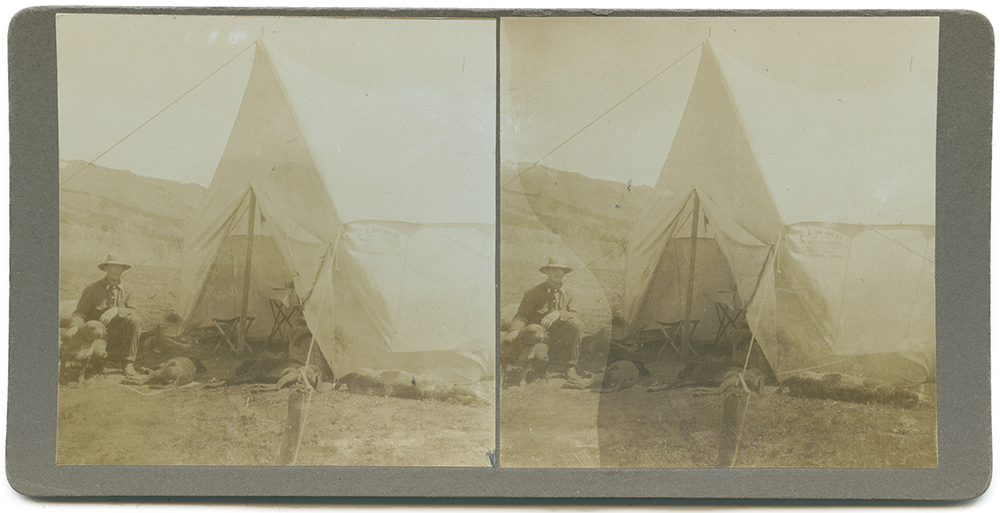
Фото человека с собаками, во время охоты на волков организованная Т.Рузвельтом в местности Большое пастбище, 1905 год (фото: Александр Ламберт)

В 1541 году, испанский конкистадор Франсиско Васкес де Коронадо пересекал центр Большого Пастбища в поисках золота и Кивиры (поселение народа Уичита). Позднее, в 1601 году, такую же попытку предпринял Хуан де Онатье (исп. Juan de Oñate).
В 1682 году французский исследователь Рене Роберт Кавалье (фр. Rene Robert Cavelier) достигнув нынешней территории Оклахомы, включил ее в состав французских владении.
В 1719 году, француз Клод-Чарльз ду Тише (фр. Claude-Charles du Tisné) готовит экспедицию из южного Иллинойса до северо-восточной границы нынешней территории Оклахомы, в целях установления нового торгового маршрута до французского города Санта-Фе.
В 1741 году, налажены первые речные маршруты на реках Оклахомы до города Санта-Фе. Речной маршрут проложен Андре Фебри де ла Брюе (фр. André Fabry de la Bruyère) и братьями Маллет (англ. Mallet).
В 1762 году, нынешняя территория Оклахомы, переходит в состав Испании, после семилетней войны с Францией.
Большое Пастбище также стала местом  охоты на волков, организованное Теодором Рузвельтом в 1905 году. Он особенно хотел увидеть, как Джон "Джек (Поймай живым)" Эбернати из Фредерика, ловит волков голыми руками. Эта охота и его встреча с Куаной Паркером часто приводятся как причины его решимости создать неподалеку от Уичитских гор, заповедник дикой природы, а также вернуть бизонов в дикую природу. Уичитские горы ранее были обозначены только как Лесной заповедник, когда они впервые были взяты под охрану президентом Уильямом Мак-Кинли в 1901 году.

## География
Большое Пастбище занимает полосу земли длиной 29 миль (47 км) с севера на юг и 36 миль (58 км) с востока на запад, охватывая территории, которые сейчас относятся к округам Команче, Коттон и Тилмен. В пределах Большого Пастбища расположены города Рандлетт, Девол, Грандфилд, Лавленд и Холлистер (с востока на запад). Рандлетт является домом для Общеобразовательных школ Большого Пастбища, объединенной школьной системы, обслуживающей города Девол, Кукитаун и Рандлетт.
До заселения, Большое Пастбище представляет собой, в основном прерии, пересеченные двумя лесистыми оврагами. Капитан Рэндольф Б. Марси в ходе своей экспедиции по Ред-Ривер в 1852 году отметил, что лесистые участки, найденные им вдоль реки Кэш-Крик, были последними крупными лесами до тех пор, пока он не достиг подножий Скалистых гор.